# Hans Linstow

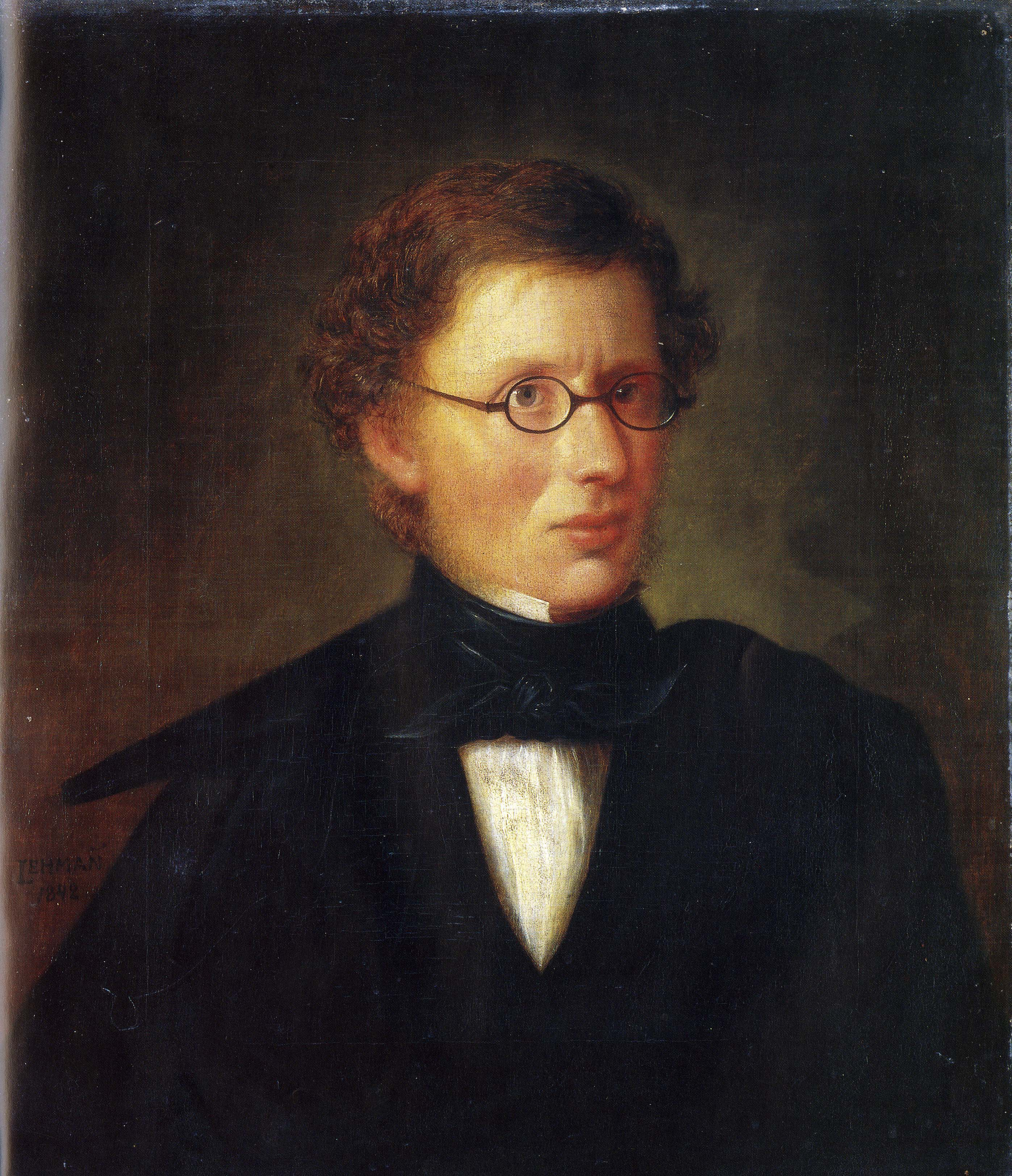
Retrato de Linstow por Carl Peter Lehmann, 1842

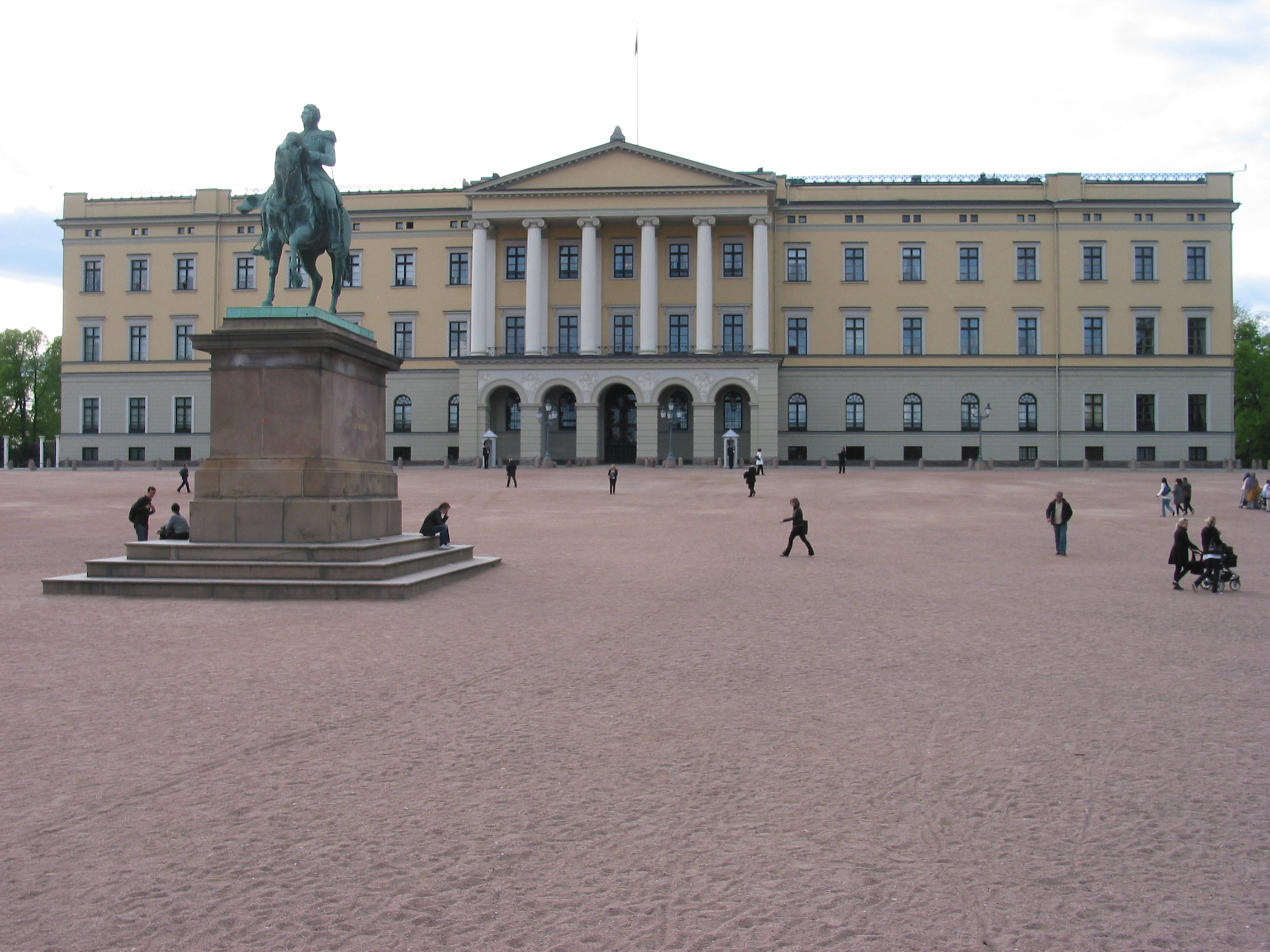
Palacio Real de Oslo

Hans Ditlev Franciscus (Frants) von Linstow (4 de mayo de 1787 - 10 de junio de 1851) fue un arquitecto noruego de origen danés. Se le conoce principalmente por el diseño del Palacio Real de Oslo y su parque y la calle principal de la ciudad, Karl Johans gate.

## Biografía
Nacido en Nord-Sjælland, Dinamarca, se licenció en Derecho por la Universidad de Copenhague en 1812. Al terminar sus estudios, se fue a Kongsberg, en Noruega, y que pertenecía a Dinamarca y de 1812-1814 estudió para estudiar Ingeniería militar en la Bergakademiet. En 1823, se le encargó el diseño del nuevo palacio real en Christiania y el parque que le rodea. Asimismo ayudó en la construcción de la casa de su amigo, el escritor Henrik Wergeland, situado en los límites del parque.

## Obras
- Iglesia de Grue en Solør, 1823-28
- Palacio Real en Oslo, 1823-48
- Iglesia de Atrå en Tinn, 1828-36
- Iglesia de Flekkefjord en Vest-Agder, 1831–33
- Iglesia de Kvinesdal en Vest-Agder , 1835-37
- Iglesia de Vikøy, Kvam en Hardanger, 1838
- Lyngdal Rectory in Vest-Agder, 1838

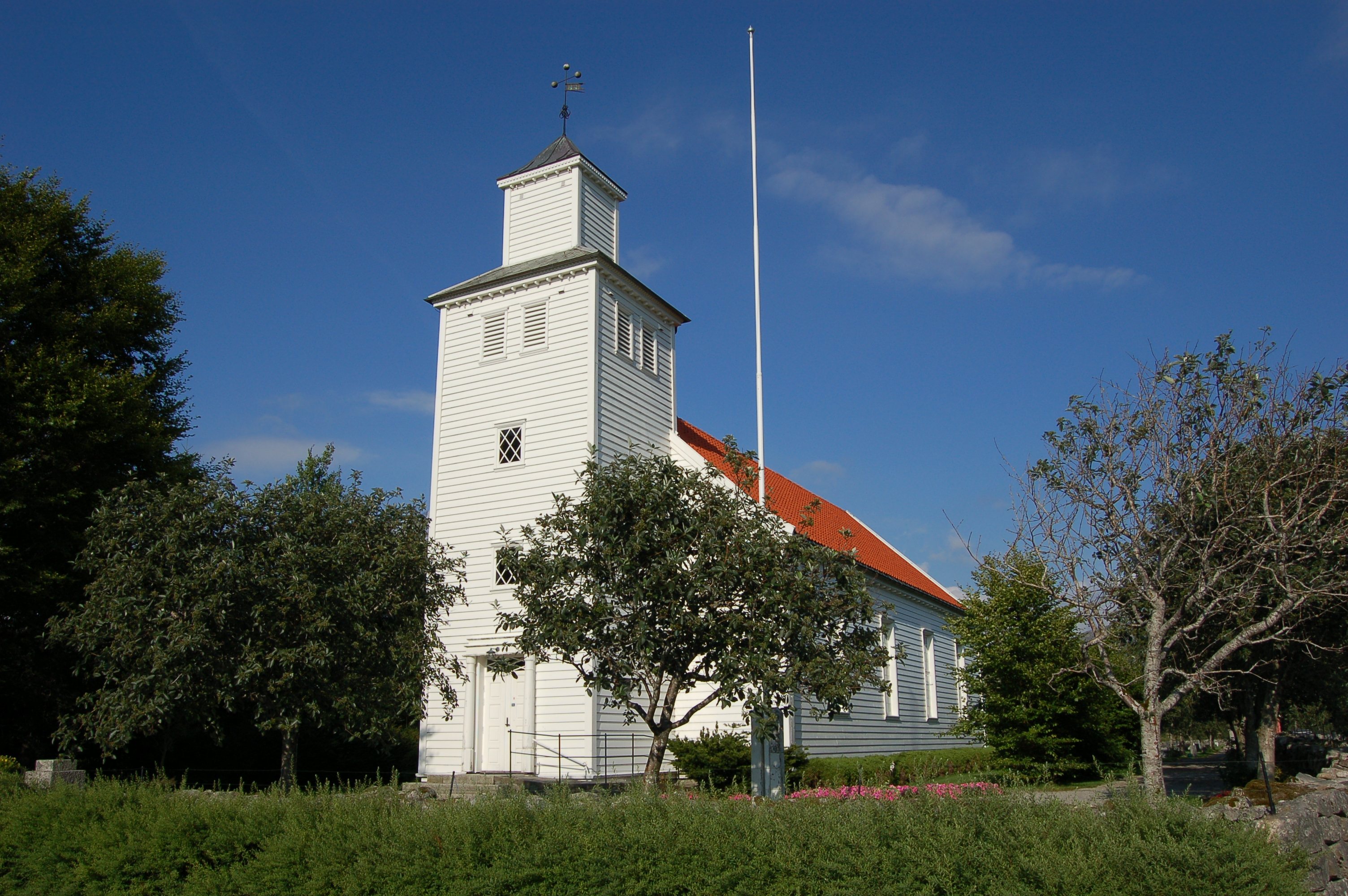
Iglesia de Gjesdal
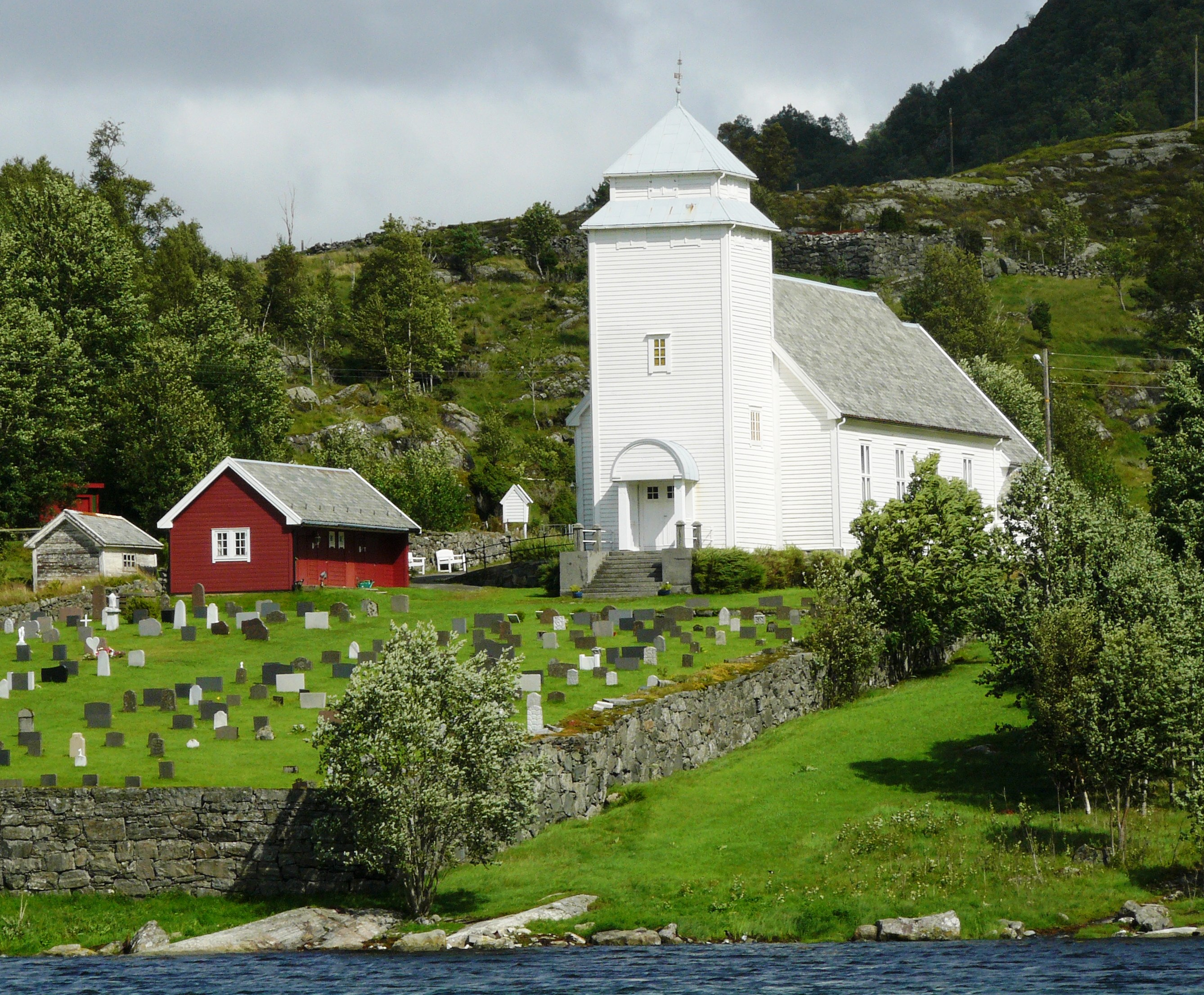
Iglesia deRugsund
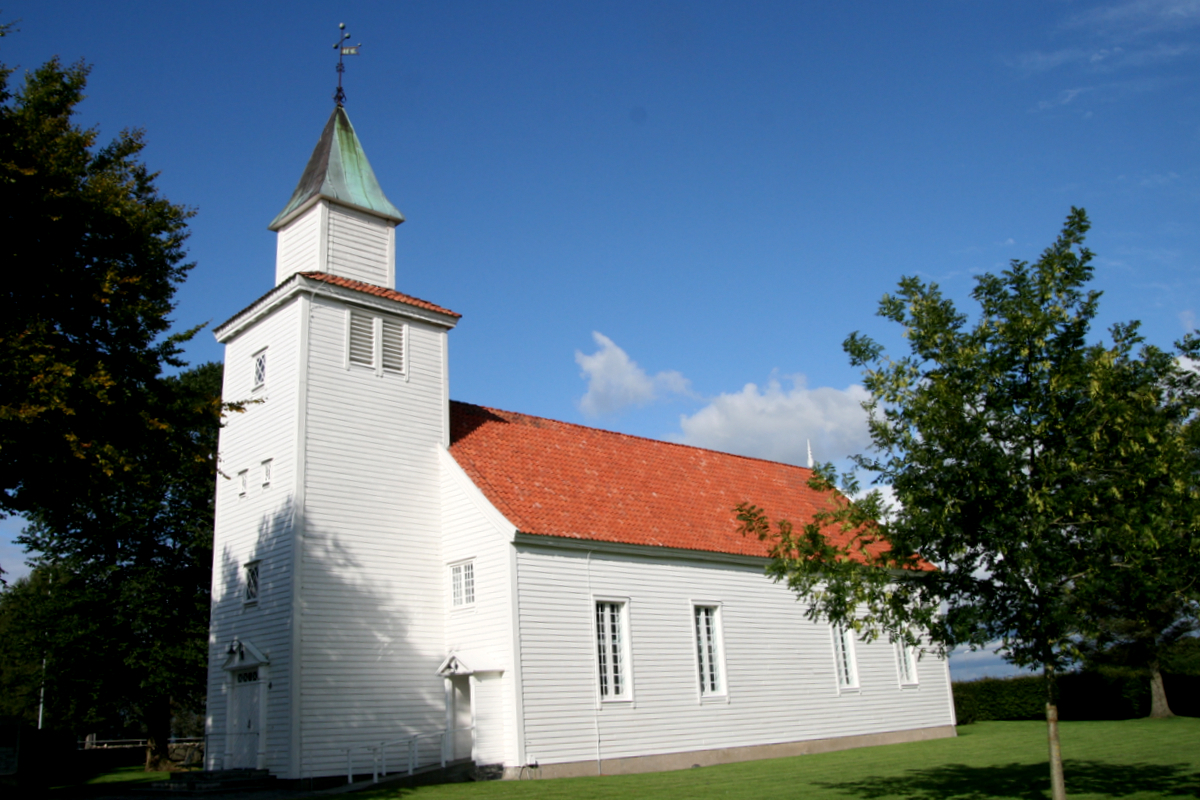
Iglesia de Nærbø gamle
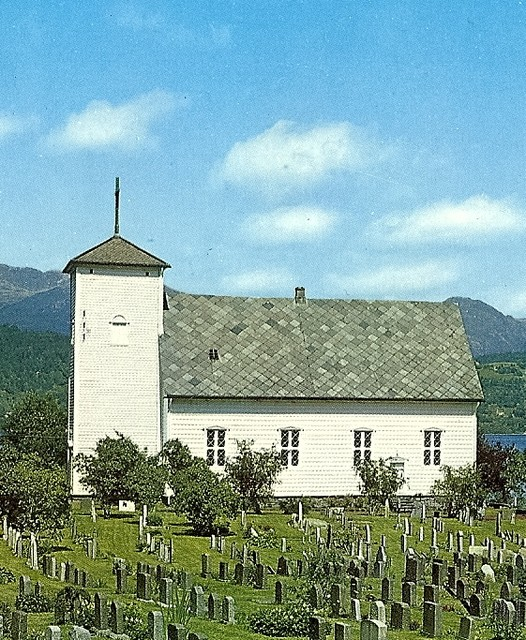
Iglesia de Vikøy
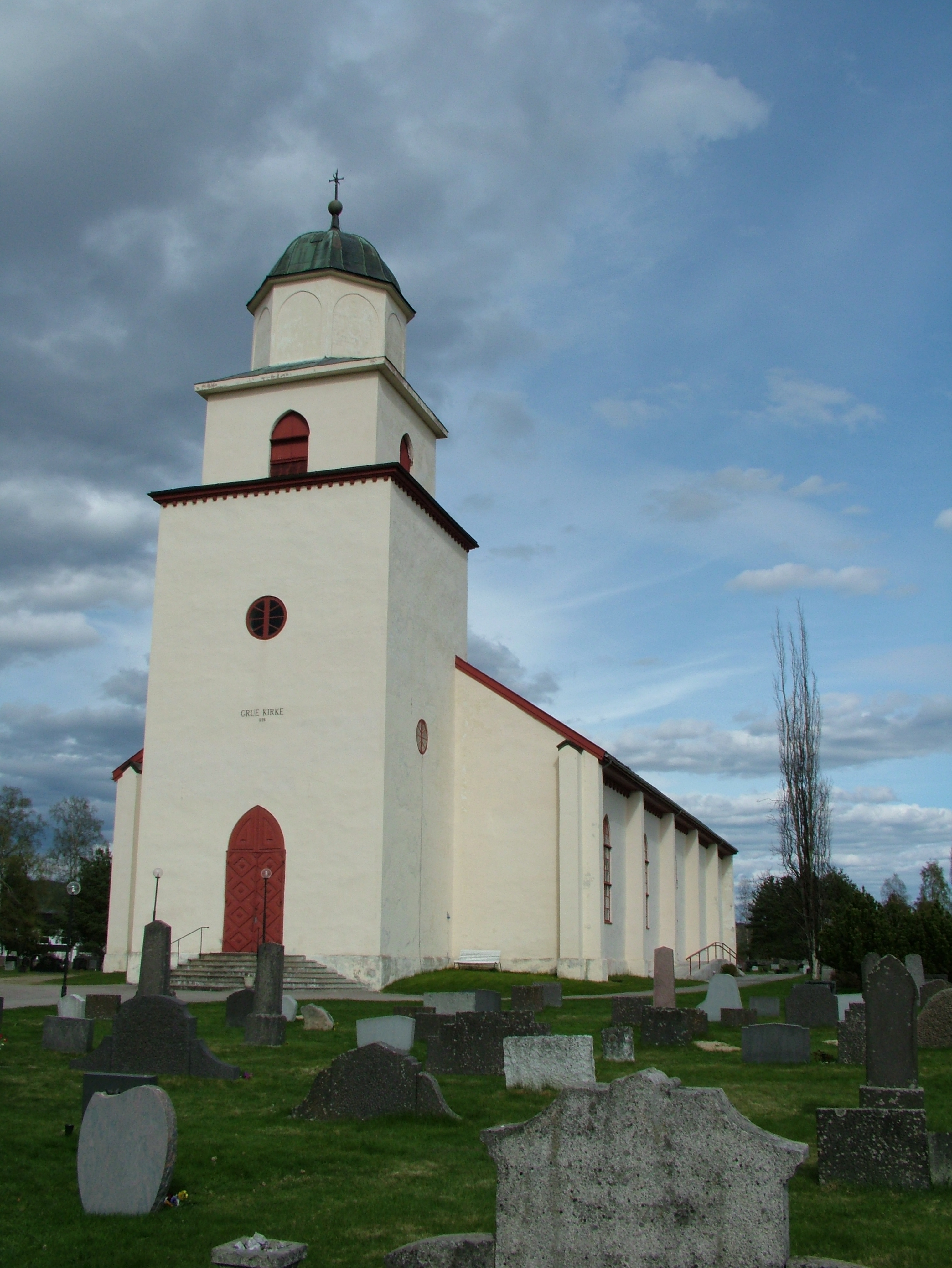
Iglesia de Grue